# Kypseliden
Die Kypseliden waren eine Adelsfamilie aus Korinth. Sie stellten von 657/6 – 582/1 v. Chr. den regierenden Tyrannen. Kypselos, der Stammvater der Familie, war ein Sohn der Labda, die aus der regierenden Adelsfamilie der Bakchiaden stammte. Kypselos verjagte die Bakchiaden und errichtete eine Tyrannis über Korinth. Mit der Ermordung des Psammetich fand die Herrschaft der Kypseliden ihr jähes Ende. Die Wahl seines ungriechischen Namens Psammetich wird als Beweis für eine enge Freundschaft der Kypseliden mit dem ägyptischen Königshaus gewertet.
Die Kypseliden stammten aus dem Demos Petra, der im Südosten der Korinthia lag.
Auflistung der Tyrannen von Korinth:
| Name                         | Herrschaft            |
| ---------------------------- | --------------------- |
| Kypselos                     | 657/6 – 627/6 v. Chr. |
| Periander                    | 627/6 – 585/4 v. Chr. |
| Psammetich auch Kypselos II. | 585/4 – 582/1 v. Chr. |

## Stammbaum
```
        Eetion ♂ ⚭ Labda ♀
                 |
                 |

Nebenfrau
 ♀ ⚭ 
Kypselos
 ♂ ⚭ Kratea ♀
            |            |
            |            |
         
Gorgos
 ♂     
Periander
 ♂ ⚭ Melissa ♀
     _______|________            _|______________
    |                |          |                |

Periander
 ♂   
Psammetich
 ♂   Kypselos ♂   Lykophron ♂
```